# Spider-Man (комікс, 2018)
Spider-Man (укр. Спайдермен/Людина-павук) — українська серія коміксів The Amazing Spider-Man (Vol. 4, 2015—2016), перший випуск якої вийшов у лютому 2018 року.
Коріння серії йдуть з Amazing Fantasy #15 (березень 1963 року), у якому школяр Пітер Паркер отримав свої павучі сили, та втратив найдорожчу для себе людину. Над оригінальною серією коміксів (The Amazing Spider-Man) у різний час працювала велика кількість художників і сценаристів, у тому числі й Стен Лі, творець Людини-павука.
Після подій Secret Wars 2015 року ряд серій пов'язаних з Людиною-павуком були, або перезапущені, або створені у рамках події «All-New, All-Different Marvel». Серія «The Amazing Spider-Man» була перезапущена, а також тепер стала в першу чергу сфокусована на Пітері Паркері, який продовжує керувати «Паркер Індастріз» й стає успішним бізнесменом, який працює по всьому світі. Цю серію писав Ден Слотт та малювали Алекс Росс (обкладинки), Джузеппе Камунколі та Маттео Буфан'ї. У 2018 році саме цю серію почало щомісячно видавати видавництво Fireclaw, з перекладом від Сергія Ковальчука.

## Історія

### Оригінальний випуск
Після подій The Amazing Spider-Man (Vol. 3) та тай-інів до The Secret Wars у міні-серії The Amazing Spider-Man: Renew Your Vows, Людина-павук повернувся до своєї власної триваючої серії. Після випуску #19, глобальна міні-серія The Clone Conspiracy перепліталася з цією щомісячною серію, аж до 25-ого випуску. Після 32 випуску починається ініціатива «Marvel Legacy», у якій усі випуски попередньої серії The Amazing Spider-Man (та The Superior Spider-Man) були перелічені разом, що робить 33-й випуск тепер 789-м. У 2018 році видавництво розпочало ініціативу «Fresh Start», тому після випуску 801-ша серія Людини-павука знову була оновлена (перезапущена), з новим номером #1 у п'ятій серії The Amazing Spider-Man (Vol. 5), проте вона також має й стару нумерацію (тобто з урахуванням усіх попередніх десяток сотень випусків).

### Локалізований випуск
Spider-Man #1-18 (2018-тепер)
На момент коли видавництво Рідна Мова вже майже рік випускало комікси DC, прийшов час і Marvel підкоритися українському читачу. До цього вже були спроби з неофіційним виданням Дедпула та інших коміксів Marvel, а також декілька оглядових артбуків від КМ Букс, проте офіційне видавання серії про Людину-павука розпочалось лише у лютому 2018 року, від видавництва Fireclaw. 11 травня 2019 року, на Київському Фестивалі Коміксів 2, видавництво оголосило що випустить усі номери обмеженої серії (події) Dead No More: The Clone Conspiracy, включаючи тай-іни з серії The Amazing Spider-Man (Vol. 4), у своїй щомісячній журнальній серії Spider-Man (#19-28).
19 січня 2022 року видавництво Fireclaw Ukraine у своїх соціальних мережах повідомило, що випущений комікс Spider-Man 28 стане останнім у серії про Павучка, оскільки його випуск тимчасово призупинено. Водночас видавництво зазначило, що журнал продовжить виходити з іншими героями та серіями, а можливе повернення Павучка залишається відкритим.

## Синопис
Після того як Пітера Паркера вкусив радіоактивний павук, у нього з'явилась сила, спритність та швидкість павука, тільки завбільшки з людину. Усвідомивши, що «Велика сила — це велика відповідальність», він став боротися зі злом під маскою Людини-павука.
Проте Пітер Паркер уже давно не школяр. Тепер він відома людина і серйозний бізнесмен. Але пригоди Людини-павука не припиняються! Він і досі рятує світ разом зі своїми товаришами зі ЩИТа. Цього разу отримувати на горіхи буде злочинна організація «Зодіак».

### Арка знаків Зодіаку
«Паркер Індастріз» розробила унікальний пристрій — МудроВеб. Це вишуканий портативний ґаджет, який одягається на руку і знає, чого хоче користувач, раніше за нього самого. МудроВеб захопив ринок, мов стихійне лихо. Крім того, у Пітера з'явилося прикриття для своєї особи — Людини-павука — яке він представив світу як власного охоронця. Коли Пітера й Павуччо мали бачити разом, Хобі Браун (також відомий як Бродяга) згодився одягати його павучий костюм і тримати особу Паркера в таємниці. Однак за такий успіх довелося розплачуватись: Пітер і Людина-павук впали в око таким організаціям, з якими вони ще ніколи не зустрічалися. Зодіаки викрали персональний МудроВеб Пітера Паркера! Тепер Павуччо і Хобі мусять його повернути.
Активна діяльність Пітера Паркера привернула увагу лютих злочинців. Клан «Зодіак» (міжнародне терористичне угруповання) націлився на філіали «Паркер Індастріз» в усьому світі. Що їм потрібно? І де відбудеться наступна атака? А тим часом Пітер надумав викупити Будівлю Бакстера. Колись тут розташовувалася штаб-квартира Фантастичної четвірки. Надумав і зробив! Але не всім це сподобалося. Запальний і розгніваний Джонні Шторм не бажає мовчати. Факел завітає до павука, аби розібратись, яке право зухвалець має на це місце. Шторм поспішив із висновками чи Паркер і справді думає лише про гроші? І що завадить їм розтрощити один одному черепи?
Міжнародне терористичне угруповання «Зодіак» полює на Паркера в усьому світі й навіть хакнуло його персональний МудроВеб — модний ґаджет з особистою інформацією, включно з паролями від обладнання ЩИТа та даними про секретну особистість — Дивовижну Людину-павука. Тож протистояння зі злом продовжується. А проблеми наростають зі швидкістю сніжного кому! ЩИТ готує повномасштабну атаку на «Зодіак», але Павуччо має інші плани — йому потрібно летіти в Надуа, щоб рятувати тітку Мей! Що ж сталося в африканській країні та що загрожує єдиній родині Пітера?
Компанія Пітера «Паркер Індастріз» змінює світ надсучасними технологіями і забезпечує своїми розробками ЩИТ А його Фундація дядька Бена постачає гуманітарну допомогу по всій планеті. На жаль, такий успіх притягнув до себе небезпечне лихо. Нещодавно міжнародна терористична організація «Зодіак» викрала в Пітера його персональний МудроВеб, а отже, й коди доступу до обладнання ЩИТа та дані про його таємну особистість, Дивовижну Людину-павука. Тому вся компанія опинилась у страшній небезпеці! А ще виявилося, що «Зодіак» навмисне змусив ЩИТ шукати їхні бази для того, щоб відволікти увагу супергероїв. Паркер та Пересмішниця здогадалися, що потрібно летіти до Лондона у Британський музей. Саме там і має відбутися вирішальна битва між ЩИТом і «Зодіаком».
Випуски #1-4.

### Царство пітьми
У Пітера Паркера і п'яти хвилин на відпочинок не знайдеться. Якщо від Скорпіо немає звісток, це не означає, що можна спокійно випити кави. Людина-павук притягує до міста старих ворогів, наче магніт. Поки Павуччо допомагає мільйонеру Шену Кін Ґао на будівництві, його добрі друзі з якогось дива визволяють із в'язниці не абикого, а Містера Негатива… Небезпека завжди наздоганяла Пітера, та йому завжди вдавалося врятуватися від смертельної загрози. Але вона ще ніколи не була так близько… Зустрічайте нові пригоди Людини-павука в арці «Царство Пітьми», де супергерою доведеться зустрітися зі смертельною небезпекою та докласти всіх своїх павучих сил для перемоги над злодіями!
Компанія Пітера «Паркер Індастріз» покращує світ розробками ультрасучасних технологій і вже відкрила філіали по всій планеті, навіть у Шанхаї (Китай). Саме там Пітер дізнався, що його давній ворог, Містер Негатив, раптом вигулькнув на поверхню і наказав своїм посіпакам — внутрішнім демонам — активно розповсюджувати вулицями новий надзвичайно небезпечний (викликає залежність із першого разу!) наркотик. Він має назву «Тінь» і пригнічує волю. Під його впливом людина робить усе, що їй скажуть… Павуччо має дуже постаратися. Перед ним постало непросте завдання — знайти спосіб зупинити нестримного злочинця! Але як же це зробити?
Людина-павук добряче розширив своє «дружнє сусідство»! Компанія Пітера «Паркер Індастріз» покращує світ розробками ультрасучасних технологій і відкрила офіси по всій планеті, навіть у Шанхаї (Китай). Там Пітер і дізнався, що його давній ворог, Містер Негатив, наказав своїм посіпакам — внутрішнім демонам — розповсюджувати новий наркотик під назвою «тінь». Він пригнічує світлий бік людини і витягує назовні її темну сутність. Двоє старих друзів Павуччо, Плащ і Кинджал, під дією цього наркотику перейшли на бік Містера Негатива! Час вирішальної битви настав. Місце зустрічі — презентація нового Павукомобіля «Паркер Індастріз», де Негатив хоче звести рахунки з відомим китайським мільярдером та гуманістом Шеном Кін Ґао!
Випуски #5-7.

### Реванш Скорпіо
Нещодавно бандити з угруповання «Зодіак» пограбували «Паркер Індастріз», і задіяли викрадене обладнання, щоб перехопити контроль над захисними супутниками ЩИТа! Крім того, це обладнання допомогло їм відшукати Оррері — стародавній містичний артефакт. ЩИТ оперативно відповів на таке неподобство спецоперацією, в результаті якої було знайдено і заарештовано майже всю верхівку «Зодіака». Однак лідер терористів, Скорпіо, досі на волі. А Пітер Паркер і Людина-павук день-у-день кидались рятувати світ від нових небезпек, та відсьогодні все зміниться…
Міжнародне терористичне угруповання «Зодіак» отримало несанкціонований доступ до мережі супутників Щ. И. Т., аби скористатись їхніми планетарними сканерами. Після чого вони здійснили зухвалий напад на Британський музей і викрали стародавній містичний артефакт Оррері. Щ. И. Т. разом із Дивовижною людиною-павуком розробляє контроперацію. Остання місія закинула Людину-павука у відкритий космос, де він намагався відновити контроль над супутниками. І для того, щоб відвернути чергову атаку «Зодіаку», йому довелось пірнати до поверхні Землі прямісінько зі стратосфери. Без аварійної капсули, без парашуту. Як він вижив — невідомо. Та далі гірше — на землі його чекав Скорпіо, ватажок «Зодіаку», вже готовий до нападу.
Міжнародне злочинне угруповання «Зодіак» вже декілька місяців поспіль тероризує планету. Бандити здійснили декілька успішних атак на великі міста, щоразу тримаючись на крок попереду ЩИТа. Нік Лютий разом з Людиною-павуком розробили план контрзаходів і відстежили злочинців за енергетичним слідом, який привів їх до дверей будинку одного з найбільших акціонерів «Паркер Індастріз», де героям і відкрилось його справжнє єство Скорпіо.
Випуски #8-10.

### Ігри сили
Дивовижна Людина-павук відчутно розширила свої «дружні території»! Компанія Пітера «Паркер індастріз» покращує світ розробками супертехнологій і відкриває офіси по всій планеті. Але глобальний успіх притягнув до себе глобальну загрозу! Пітер, у подобі Дивовижної Людини-павука, вистежив терористів з клану «Зодіак» і ганяв їх по Сан-Франциско, Шанхаю, Лондону і навіть у відкритому космосі! На щастя, Пітеру вдалося зупинити їх, але ця гонитва висмоктала з нього всі соки, і він повернувся додому, у Нью-Йорк, щоб нарешті перевести дух…
Багато де на світі добре, а вдома все ж таки краще. От і Пітер Паркер гайнув до рідного Нью-Йорка, і навіть влаштував там благодійний захід, але ж не дадуть поганці відпочити герою! Щойно Пітер привітав гостей, як з-поміж них матеріалізувався Привид і почав наводити безлад. Добре, що на той захід завітала Залізна людина — удвох вони хутко вивели Привида з гри. А потім його замкнули у новій високотехнологічній в'язниці.
Під час нещодавньої сварки Людини-павука та Залізної людини кудись пропав юний послідовник Павуччо Майлз Моралес. І щоб відшукати його, Залізна людина та Людина-павук мусять забути всі свої чвари. А тим часом у Нью-Йорку живе подвійним життям такий собі магнат Августус Роман. Нині він керує Підземеллям, виправною установою максимально суворого режиму, де утримують суперзлочинців. Однак Роман навчився перекачувати суперсили в'язнів собі, чим добре розгодував своє сумнівно-героїчне альтер-его, Регента.
Супергерої і суперзлодії раптом почали зникати. Спершу то були поодинокі випадки, та коли зник Майлз Моралес і решта Месників, Дивовижна Людина-павук і Залізна людина зрозуміли, що відбувається щось геть лиховісне. З допомогою Мері Джейн Уотсон та Едвіна Джарвіса вони з'ясували, що цю кашу заварив такий собі Регент, герой, також відомий як Августус Роман. Цей герой негуманним шляхом перекачував у своє тіло здібності і сили незвичайних полонених. Тож двійко наших героїв мають зупинити його (більше нікому!), а в цього героя такий арсенал, як у цілого Всесвіту Марвел!
Випуски #11-14.

### Перш ніж повстати з мертвих
Вже багато місяців Пітер Паркер живе подвійним життям: генерального директора великої технологічної корпорації «Паркер індастріз» і дивовижної Людини-павука. І це залишило величезну діру в житті Пітера: він не мав часу на своїх близьких. В надії відновити втрачені зв'язки він нещодавно влаштував вечірку для друзів і близьких у своїй улюбленій нью-йоркській кав'ярні. Однак сталося нещастя: Джей, чоловік тітки Мей, раптом знепритомнів.
Вже багато місяців Пітер Паркер живе подвійним життям: генерального директора великої технологічної корпорації «Паркер Індастріз» і дивовижної Людини-павука. І це залишило величезну діру в житті Пітера: він не мав часу на своїх близьких. Сталося нещастя: Джей, чоловік тітки Мей, занедужав. Пітеру запропонували одну операцію, яка б могла вилікувати Джея, але вона дуже сумнівна. Паренр вивчає документи «Новий Ти Технолоджіс» і  дивується неймовірним результатам лікарів. Тим не менш, він ще не знає, що трансплантування - це далеко не все, чим займається ця компанія. 
Вже багато місяців Пітер Паркер живе подвійним життям: генерального директора великої технологічної корпорації «Паркер Індастріз» і дивовижної Людини-Павука. Одна qого cпівробітниця, Анна Марія Марконі, починала працювати в компанії тоді, коли Отто Октавіус контролював тіло Пітера Паркера під виглядом Досконалої Людини-Павука. Дізнавшись правду, Анна Марія все ж вирішила залишитися в «Паркер Індастріз». Та вона не знає того, що її вірний помічник кібернетичного походження, Живий Мозок, радо надав притулок свідомості Отто Октавіуса! І той уже давно спостерігає… І вичікує…
Нещодавно Джей Джеймсон, чоловік тітки Мей і батько Йони Джеймсона, потрапив до лікарні у критичному стані, де він наразі бореться за своє життя. А тим часом на арені з'явилась нова фармацевтична компанія «Новий Ти». Вони обіцяють дивовижне зцілення за допомогою ультрасучасних технологій і запропонували цю процедуру Джею, однак Пітер поставився до цього скептично. Ніхто не знає того, що насправді цією компанією потайки керує Шакал. Він уклав список найзапекліших ворогів Людини-павука. Та що гірше, його вплив проник і в родину Пітера Паркера, коли Йона Джеймсон дізнався про те, що «Новий Ти» повернула до життя його дружину Марлу.
Випуски #15-18.

### Змова клонів
Від самого дитинства альтер-его Пітера завдавало йому чимало клопотів, що часом негативно впливало на його роботу і змушувало нехтувати особистим життям. Та за останній рік Пітер став успішно працювати в якості президента своєї власної технологічної компанії – «Паркер індастріз». З офісами по всьому світу й університетом «Горизонт» у Сан-Франциско його (і Людини-павука) дружні території стали значно ширшими. І якщо з минулим Пітера усе більш-менш зрозуміло, то в недалекому майбутньому на нього чекають великі зміни…
Від самого дитинства альтер-его Пітера завдавало йому чимало клопотів, що часом негативно впливало на його роботу і змушувало нехтувати особистим життям. Та за останній рік Пітер став успішно працювати в якості президента своєї власної технологічної компанії – «Паркер Індастріз». Але для Людини-Павука починаються цікаві часи - мертві повертаються до життя! Отто Октавіус, Френсін Фрай та навіть Ґвен Стейсі!  
Після вибуху на заводі «Паркер Індастріз» Пітеру вдалося врятувати одного робітника, Джеррі Салтареса, за допомогою експериментальної процедури від фармацевтичної компанії «Новий Ти», яка називає свої розробки дивом. Незабаром Джеррі Салтарес зник, і Пітер відстежив його аж до штаб-квартири «Новий Ти» у Сан-Франциско, де його схопили Носоріг та нова Електро! Силами Людини-павука Пітер здолав їх, однак невдовзі він був змушений протистояти воскреслій Ґвен Стейсі та своєму заклятому ворогу, Доктору Восьминогу!
Видатний генетик Шакал розробив процедуру створення бездоганних людських клонів. Він роками накопичував у собі ненависть до Пітера Паркера, і врешті, за допомогою своєї технології, посіяв розбрат між ним та його друзями і близькими. Нині Шакал став очільником могутньої корпорації під назвою «Новий Ти». Під виглядом фармацевтичної компанії, яка творить дива в медицині, «Новий Ти» пропонує всім охочим ніщо інше, як техніки клонування, розроблені Шакалом. Однак не всі його експерименти були вдалими. Декілька років тому Шакал створив свій перший клон Пітера Паркера – людину, яку невдовзі нарекли Каїном…
Віднедавна фармацевтична компанія “Новий Ти" почала пропонувати дивовижне зцілення всім, кого не могла врятувати традиційна медицина. Та коли на одному пацієнті в Пітера Паркера спрацювала Павуча чуйка, він вирішив, що ситуація заслуговує ретельнішого вивчення, мацаками Дивовижної Людини-павука! І Пітер накопав там таке, що аж волосся сивіє! Виявляється, компанією потайки керував Шакал – давній ворог Людини-павука. За допомогою своєї технології він місяцями повертав до життя вірних друзів і затятих ворогів Пітера! І от скажіть, нащо б йому це здалося?! А тим часом Каїн Паркер, один з найперших клонів Шакала, зробив іще жахливіше відкриття – усе, що робив Шакал у “Новий Ти", відбувалось на всіх варіаціях Землі, по всьому Мультивсесвіту. І після процедур компанії всі її пацієнти перетворювались на зомболиких почвар, заражених препаскудною інфекцією. Разом із Ґвен Стейсі з Землі-65 Пітер розробив план дій, необхідних для того, щоб зупинити Шакала, і Ґвен декілька тижнів зливала йому різну інформацію з лабораторій «Новий Ти». Та коли її викрили, через необережність Павуччо, їм не залишилось нічого, крім як тікати, рятуючи свої життя!
Видатний генетик Шакал розробив процедуру створення бездоганних людських клонів. Він роками накопичував у собі ненависть до Пітера Паркера, і врешті, за допомогою своєї технології, посіяв розбрат між ним та його близькими. Нині Шакал став очільником могутньої корпорації «Новий Ти». Під виглядом фармацевтичної компанії, він пропонує всім охочим ніщо інше, як техніки клонування. А коли Пітер почав досліджувати діяльність «Новий Ти», він накопав таке, чого взагалі не сподівався. Власником компанії був не той Шакал, якого Пітер добре знав, а клон Пітера, Бен Рейлі. І щоб схилити Пітера до співпраці, він запропонував йому безцінний дарунок… повернути Дядька Бена!
Випуски #19-28.

## Список коміксів
Таблиця містить список коміксів з серії Spider-Man (2018—2019), яка відповідає оригінальній Amazing Spider-Man (Vol. 4) (2015—2016).
| №                             | Назва | Дата виходу                           | Творці                        | Творці                        | Дж.                           |
| №                             | Назва | Дата виходу                           | Сценарист                     | Художник(и)                   | Дж.                           |
| Spider-Man (2018-тепер) [ 3 ] | Spider-Man (2018-тепер) [ 3 ] | Spider-Man (2018-тепер) [ 3 ]         | Spider-Man (2018-тепер) [ 3 ] | Spider-Man (2018-тепер) [ 3 ] | Spider-Man (2018-тепер) [ 3 ] |
| Арка Знаків Зодіаку           | Арка Знаків Зодіаку | Арка Знаків Зодіаку                   | Арка Знаків Зодіаку           | Арка Знаків Зодіаку           | [ А 1 ]                       |
| ----------------------------- | --- | ------------------------------------- | ----------------------------- | ----------------------------- | ----------------------------- |
| 1                             | Spider-Man #1 «Водонепроникний» - Amazing Spider-Man #2 «Water Proof»                                                                                 | 22 лютого 2018 - 21 жовтня 2015       | Денн Слотт                    | Джузеппе Камунколі            | [ А 2 ]                       |
| 2                             | Spider-Man #2 «Дружній вогонь» - Amazing Spider-Man #3 «Friendly Fire»                                                                                | 26 березня 2018 - 4 листопада 2015    | Денн Слотт                    | Джузеппе Камунколі            | [ А 3 ]                       |
| 3                             | Spider-Man #3 «Високий пріоритет» - Amazing Spider-Man #4 «High Priority»                                                                             | 25 квітня 2018 - 9 грудня 2015        | Денн Слотт                    | Джузеппе Камунколі            | [ А 4 ]                       |
| 4                             | Spider-Man #4 «Висічене в камені» - Amazing Spider-Man #5 «Set in Stone»                                                                              | 30 травня 2018 - 23 грудня 2015       | Денн Слотт                    | Джузеппе Камунколі            | [ А 5 ]                       |
| Царство Пітьми                | Царство Пітьми | Царство Пітьми                        | Царство Пітьми                | Царство Пітьми                | [ А 6 ]                       |
| 5                             | Spider-Man #5 «Царство Пітьми - Частина 1: Крутий поворот» - Amazing Spider-Man #6 «The Dark Kingdom - Part 1: Turnabout»                             | 2 липня 2018 - 30 грудня 2015         | Денн Слотт                    | Маттео Буфан'ї                | [ А 7 ]                       |
| 6                             | Spider-Man #6 «Царство Пітьми - Частина 2: Ворожі сили» - Amazing Spider-Man #7 «The Dark Kingdom - Part 2: Opposing Forces»                          | 25 липня 2018 - 3 лютого 2016         | Денн Слотт                    | Маттео Буфан'ї                | [ А 8 ]                       |
| 7                             | Spider-Man #7 «Царство Пітьми - Частина 3: Чорне і біле» - Amazing Spider-Man #8 «The Dark Kingdom - Part 3: Black & White»                           | 29 серпня 2018 - 17 лютого 2016       | Денн Слотт                    | Маттео Буфан'ї                | [ А 9 ]                       |
| Реванш Скорпіо                | Реванш Скорпіо | Реванш Скорпіо                        | Реванш Скорпіо                | Реванш Скорпіо                | [ А 10 ]                      |
| 8                             | Spider-Man #8 «Реванш Скорпіо - Частина 1: Дорога в один кінець» - Amazing Spider-Man #9 «Scorpio Rising - Part 1: One-Way Trip»                      | 25 вересня 2018 - 9 березня 2016      | Денн Слотт                    | Джузеппе Камунколі            | [ А 11 ]                      |
| 9                             | Spider-Man #9 «Реванш Скорпіо - Частина 2: Ігри м'язами» - Amazing Spider-Man #10 «Scorpio Rising - Part 2: Power Play»                               | 31 жовтня 2018 - 13 квітня 2016       | Денн Слотт                    | Джузеппе Камунколі            | [ А 12 ]                      |
| 10                            | Spider-Man #10 «Реванш Скорпіо - Частина 3: Знаки згори» - Amazing Spider-Man #11 «Scorpio Rising - Part 3: Signs From Above»                         | 3 грудня 2018 - 27 квітня 2016        | Денн Слотт                    | Джузеппе Камунколі            | [ А 13 ]                      |
| Ігри Сили                     | Ігри Сили | Ігри Сили                             | Ігри Сили                     | Ігри Сили                     | [ А 14 ]                      |
| 11                            | Spider-Man #11 «Ігри Сили - Частина 1: Контрастний Старк» - Amazing Spider-Man #12 «Power Play - Part 1: The Stark Contrast»                          | 4 січня 2019 - 4 травня 2016          | Денн Слотт                    | Джузеппе Камунколі            | [ А 15 ]                      |
| 12                            | Spider-Man #12 «Ігри Сили - Частина 2: Реконструкція Громадянської Війни» - Amazing Spider-Man #13 «Power Play - Part 2: Civil War Reenactment»       | 30 січня 2019 - 1 червня 2016         | Денн Слотт                    | Джузеппе Камунколі            | [ А 16 ]                      |
| 13                            | Spider-Man #13 «Ігри Сили - Частина 3: Збір Месників» - Amazing Spider-Man #14 «Power Play - Part 3: Avengers Assembled»                              | 27 лютого 2019 - 15 червня 2016       | Денн Слотт                    | Джузеппе Камунколі            | [ А 17 ]                      |
| 14                            | Spider-Man #14 «Ігри Сили - Висновки: Як побажаєте» - Amazing Spider-Man #15 «Power Play - Conclusion: Suit Yourself»                                 | 27 березня 2019 - 6 липня 2016        | Денн Слотт                    | Джузеппе Камунколі            | [ А 18 ]                      |
| Перш ніж повстати з мертвих   | Перш ніж повстати з мертвих | Перш ніж повстати з мертвих           | Перш ніж повстати з мертвих   | Перш ніж повстати з мертвих   | [ А 19 ]                      |
| 15                            | Spider-Man #15 «Перш ніж повстати з мертвих - Частина 1: За будь-яку ціну» - Amazing Spider-Man #16 «Before Dead No More - Part 1: Whatever the Cost» | 17 квітня 2019 - 10 серпня 2016       | Денн Слотт                    | Джузеппе Камунколі            | [ А 20 ]                      |
| 16                            | Spider-Man #16 «Перш ніж повстати з мертвих - Частина 2: Іскра життя» - Amazing Spider-Man #17 «Before Dead No More - Part 2: Spark of Life»          | 29 травня 2019 - 31 серпня 2016       | Денн Слотт                    | Джузеппе Камунколі            | [ А 21 ]                      |
| 17                            | Spider-Man #17 «Перш ніж повстати з мертвих - Частина 3: На повну потужність» - Amazing Spider-Man #18 «Before Dead No More - Part 3: Full Otto»      | 26 червня 2019 - 21 вересня 2016      | Денн Слотт                    | Джузеппе Камунколі            | [ А 22 ]                      |
| 18                            | Spider-Man #18 «Перш ніж повстати з мертвих - Частина 4: Зміна настрою» - Amazing Spider-Man #19 «Before Dead No More - Part 4: Change of Heart»      | 26 липня 2019 - 5 жовтня 2016         | Денн Слотт                    | Джузеппе Камунколі            | [ А 23 ]                      |
| Змова клонів                  | Змова клонів | Змова клонів                          | Змова клонів                  | Змова клонів                  | [ А 24 ]                      |
| 19                            | Spider-Man #19 «Повстати з мертвих: Змова клонів - Частина 1: Більше не мертві» - Dead No More: The Clone Conspiracy #1                               | 26 серпня 2019 - 12 жовтня 2016       | Денн Слотт                    | Джим Чонг                     | [ А 25 ]                      |
| 20                            | Spider-Man #20 «Кращий за Людину-павука» - Amazing Spider-Man #20 «Spider-Man's Superior»                                                             | 26 вересня 2019 - 19 жовтня 2016      | Денн Слотт, Крістос Ґейдж     | Джузеппе Камунколі            | [ А 26 ]                      |
| 21                            | Spider-Man #21 «Повстати з мертвих: Змова клонів - Частина 2: Крізь пекельну браму» - Dead No More: The Clone Conspiracy #2                           | 26 жовтня 2019 - 9 листопада 2016     | Денн Слотт                    | Джим Чонг                     | [ А 27 ]                      |
| 22                            | Spider-Man #22 «Прожити ще один день» - Amazing Spider-Man #21 «Live Another Day»                                                                     | 26 листопада 2019 - 16 листопада 2016 | Денн Слотт, Крістос Ґейдж     | Джузеппе Камунколі            | [ А 28 ]                      |
| 23                            | Spider-Man #23 «Повстати з мертвих: Змова клонів - Частина 3: Диявол в овечій шкурі» - Dead No More: The Clone Conspiracy #3                          | 8 січня 2020 - 7 грудня 2016          | Денн Слотт                    | Джим Чонг                     | [ А 29 ]                      |
| 24                            | Spider-Man #24 - Amazing Spider-Man #22 «Seeing Red»                                                                                                  | 5 лютого 2020 - 21 грудня 2016        | Денн Слотт, Крістос Ґейдж     | Джузеппе Камунколі            | [ А 30 ]                      |
| 25                            | Spider-Man #25 «Повстати з мертвих: Змова клонів - Частина 4: Так схоже на рай - Dead No More: The Clone Conspiracy #4                                | 8 березня 2020 - 18 січня 2017        | Денн Слотт                    | Джим Чонг                     | [ А 31 ]                      |
| 26                            | Spider-Man #26 - Amazing Spider-Man #23 «The Moment You Know»                                                                                         | березня 2020 - 18 січня 2017          | Денн Слотт, Крістос Ґейдж     | Джузеппе Камунколі            | [ А 32 ]                      |
| 27                            | Spider-Man #27 «Повстати з мертвих: Змова клонів - Частина 5: Більше не мертвий» - Dead No More: The Clone Conspiracy #5                              | червня 2020 - 15 лютого 2017          | Денн Слотт                    | Джим Чонг                     | [ А 33 ]                      |
| 28                            | Spider-Man #28 «Ніч шакалів» - Amazing Spider-Man #24 «Night of the Jackals»                                                                          | травня 2020 - 22 лютого 2017          | Денн Слотт                    | Джузеппе Камунколі            | [ А 34 ]                      |
| The Osborn Identity           | |                                       |                               |                               |                               |
| 29                            | Spider-Man #29 - Amazing Spider-Man #25 «The Osborn Identity - Part 1: Bug Hunt»                                                                      | липня 2020 - 15 березня 2017          | В очікуванні                  | В очікуванні                  |                               |
| 30                            | Spider-Man #30 - Amazing Spider-Man #26 «The Osborn Identity - Part 2: Fight or Flight»                                                               | серпня 2020 - 12 квітня 2017          | В очікуванні                  | В очікуванні                  |                               |
| 31                            | Spider-Man #31 - Amazing Spider-Man #27 «The Osborn Identity - Part 3: A Private War»                                                                 | вересня 2020 - 10 травня 2017         | В очікуванні                  | В очікуванні                  |                               |
| 32                            | Spider-Man #32 - Amazing Spider-Man #28 «The Osborn Identity - Part 4: One-on-One»                                                                    | жовтня 2020 - 7 червня 2017           | В очікуванні                  | В очікуванні                  |                               |
| Secret Empire                 | |                                       |                               |                               |                               |
| 33                            | Spider-Man #33 - Amazing Spider-Man #29 «Secret Empire - Part 1: Rightful Ruler»                                                                      | листопада 2020 - 28 червня 2017       | В очікуванні                  | В очікуванні                  |                               |
| 34                            | Spider-Man #34 - Amazing Spider-Man #30 «Secret Empire - Part 2: Master Planning»                                                                     | грудня 2020 - 12 липня 2017           | В очікуванні                  | В очікуванні                  |                               |
| 35                            | Spider-Man #35 - Amazing Spider-Man #31 «Secret Empire - Part 3: End of an Empire»                                                                    | січня 2021 - 9 серпня 2017            | В очікуванні                  | В очікуванні                  |                               |
| 36                            | Spider-Man #36 - Amazing Spider-Man #32 «Personal Demon»                                                                                              | лютого 2021 - 13 вересня 2017         | В очікуванні                  | В очікуванні                  |                               |
| N/A [ 4 ]                     | |                                       |                               |                               |                               |
| Fall of Parker                | |                                       |                               |                               |                               |
| 37                            | N\A - Amazing Spider-Man #789 «Fall of Parker: Part 1 - Top to Bottom»                                                                                | березня 2021 - 11 жовтня 2017         | В очікуванні                  | В очікуванні                  |                               |
| 38                            | N\A - Amazing Spider-Man #790 «Fall of Parker: Part 2 - Breaking Point»                                                                               | квітня 2021 - 25 жовтня 2017          | В очікуванні                  | В очікуванні                  |                               |
| 39                            | N\A - Amazing Spider-Man #791 «Fall of Parker: Part 3 - Back to Ground»                                                                               | травня 2021 - 15 листопада 2017       | В очікуванні                  | В очікуванні                  |                               |
| Venom Inc.                    | |                                       |                               |                               |                               |
| 40                            | N\A - Amazing Spider-Man: Venom Inc. Alpha «Venom Inc. Part One»                                                                                      | червня 2021 - 6 грудня 2017           | В очікуванні                  | В очікуванні                  |                               |
| 41                            | N\A - Amazing Spider-Man #792 «Venom Inc. Part Two»                                                                                                   | липня 2021 - 13 грудня 2017           | В очікуванні                  | В очікуванні                  |                               |
| 42                            | N\A - Venom Vol #159 «Venom Inc. Part Three» | серпня 2021 - 20 грудня 2017          | В очікуванні                  | В очікуванні                  |                               |
| 43                            | N\A - Amazing Spider-Man #793 «Venom Inc. Part Four»                                                                                                  | вересня 2021 - 27 грудня 2017         | В очікуванні                  | В очікуванні                  |                               |
| Threat Level: Red             | |                                       |                               |                               |                               |
| 44                            | N\A - Amazing Spider-Man #794 «Threat Level: Red - Part 1: Last Chance»                                                                               | жовтня 2021 - 24 січня 2018           | В очікуванні                  | В очікуванні                  |                               |
| 45                            | N\A - Amazing Spider-Man #795 «Threat Level: Red - Part 2: The Favor»                                                                                 | листопада 2021 - 7 лютого 2018        | В очікуванні                  | В очікуванні                  |                               |
| 46                            | N\A - Amazing Spider-Man #796 «Threat Level: Red - Part 3: Higher Priorities»                                                                         | грудня 2021 - 21 лютого 2018          | В очікуванні                  | В очікуванні                  |                               |
| Go Down Swinging              | |                                       |                               |                               |                               |
| 47                            | N\A - Amazing Spider-Man #797 «Go Down Swinging - Part 1: The Loose Thread»                                                                           | січня 2022 - 7 березня 2018           | В очікуванні                  | В очікуванні                  |                               |
| 48                            | N\A - Amazing Spider-Man #798 «Go Down Swinging - Part 2: The Rope-A-Dope»                                                                            | лютого 2022 - 4 квітня 2018           | В очікуванні                  | В очікуванні                  |                               |
| 49                            | N\A - Amazing Spider-Man #799 «Go Down Swinging - Part 3: The Ties That Bind»                                                                         | березня 2022 - 18 квітня 2018         | В очікуванні                  | В очікуванні                  |                               |
| 50                            | N\A - Amazing Spider-Man #800 «Chapter One: Crawling Through the Wreckage»                                                                            | квітня 2022 - 30 травня 2018          | В очікуванні                  | В очікуванні                  |                               |
|                               | |                                       |                               |                               |                               |
| 51                            | N\A - Amazing Spider-Man #801 «There For You» | травня 2022 - 20 травня 2018          | В очікуванні                  | В очікуванні                  |                               |

## Цікаві факти
- Перший випуск «Людини-павука» — це, насправді, другий випуск, а саме 2-й номер серії «The Amazing Spider-Man Vol 4» від Дена Слотта та Джузеппе Камунколі, який вийшов в Америці в 2015 році. Чому Fireclaw вирішило почати саме з цього синґлу — ну, тому що таким був вибір видавництва (це офіційна відповідь, якщо що). Ясна річ, випуск вже назвали: «перший український комікс, виданий з другого номеру»[5].
- Пітер Паркер та Людина-павук у цьому коміксі — це зовсім не ті Пітер та Павучок, до яких звикли знайомі з персонажем за фільмами та мультсеріалами. Ця Людина-павук — мільярдер і власник корпорації, яку отримав внаслідок подій серії «The Superior Spider-Man», а також це герой після подій Спайдервьорсу[en] — досить глобальної сюжетної арки. Поки не зрозуміло, чи плануються видання цієї серії та сюжету (як і першого першого номера), але без них досить важко зрозуміти еволюцію персонажа і його оточення[5].